# American dollar princess
American dollar princess ("Amerikansk dollarprinsessa"), även kallade amerikanska arvtagerskor, var en term för de rika amerikanska kvinnor som under andra hälften av 1800-talet och början av 1900-talet gifte in sig i adliga europeiska familjer, och bytte pengar mot den prestige en adlig titel gav. 
Detta var ett uppmärksammat fenomen under decennierna runt sekelskiftet 1900, och blev ett uttryck i samtida media liksom ett begrepp inom skönlitteratur. 
Enligt Titled Americans (1915) hade 454 giftermål ägt rum mellan amerikanska dollarprinsessor och europeiska aristokrater mellan 1870-talet och 1915, och USA:s kongressbibliotek uppgav i en referensguide att "amerikanska arvtagerskor har gift sig med mer än en tredjedel av det Brittiska överhuset". 
Begreppet blev tidigt populärt inom fiktion. Det förekom till exempel i Georgina Norways Tregarthen (1896).

## Exempel
Lista på kvinnor som har omtalats med termen dollarprinsessor:
- Jennie Jerome Churchill, gift 1874 med Randolph Churchill[3][1]
- Mary Curzon, gift 1895 med George Curzon, 1:e markis Curzon av Kedleston[4][1]
- Consuelo Vanderbilt, gift 1895 med Charles Spencer-Churchill, 9:e hertig av Marlborough[5]
- Nancy Astor, gift 1897 med Waldorf Astor, 2:e viscount Astor [1]